# Dabasi Péter
Dabasi Péter (Budapest, 1950. február 17. –) zenész, gitáros, zeneszerző, énekes, hangmérnök. Kezdetben az Orfeo és a Kaláka tagja, játszott a Vízöntő együttesben, majd a Kolinda és a Makám alapító tagja volt.

## Kolinda diszkográfia
- 1976: I. (Hexagone)
- 1977: II. (Hexagone)
- 1979: 1514 (Hexagone)
- 1982: Szélcsend után (Munich)
- 1984: Úton (Munich)
- 1988: VI. (Pan)
- 1991: Transit (Pan)
- 1996: Celluloid (Melodie)
- 1997: Ráolvasás
- 2000: Elfelejtett Istenek